# Дукат (монета)

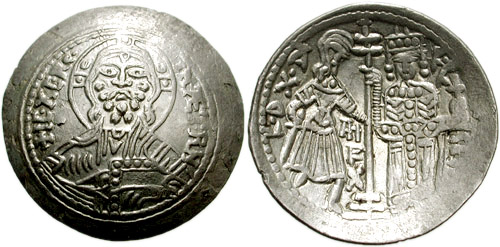
Сицилійський дукат (дукале) Рожера II (1410 р.)

Дукат, дукач (від лат. ducatus — останнього слова монетної легенди (лат. Sit tibi, Christe, datus, quem tu regis iste ducatus — Хай тобі, Христе, буде присвячене тобою кероване герцогство)) — золота монета, вперше викарбована у 1284 році дожем Джованні Дандоло у Венеції як наслідування флорентійським флоринам. Назва дукат перейшла на всі інші золоті монети, карбовані за венеційською стопою.
Особливістю цієї монети є те, що протягом багатьох століть свого існування дукат був позбавлений порчі (не знецінювався). Більшість країн Європи протягом 700 років випускали дукати, що мали  первісні характеристики цієї золотої монети: вага близько 3,5 грама, проба сплаву золота близько 980-ї проби. Сплав золота 986-й проби отримав назву дукатного золота.
Починаючи з другої чверті XIV ст., дукати карбувались в Угорщині, Австрії, Польщі. На українських землях дукати отримали назви «венеційські», «угорські», «цісарські».

## Початок карбування монет з назвою дукат

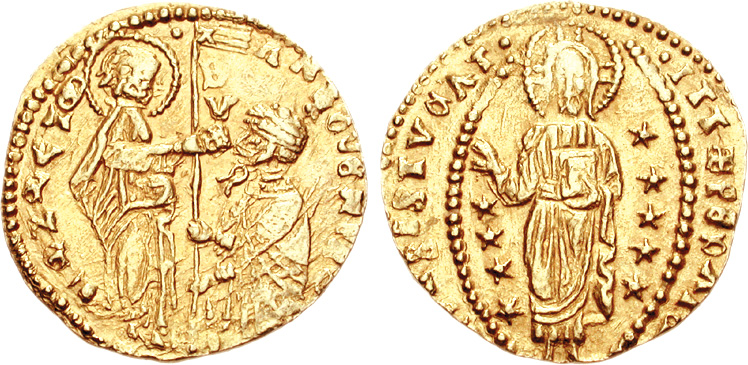
Золотий дукат (цехін) дожа Антоніо Веньєра, 1382

Незважаючи на те, що дукатом прийнято називати високопробну золоту монету, перші монети з назвою дукат виготовлялись зі срібла.

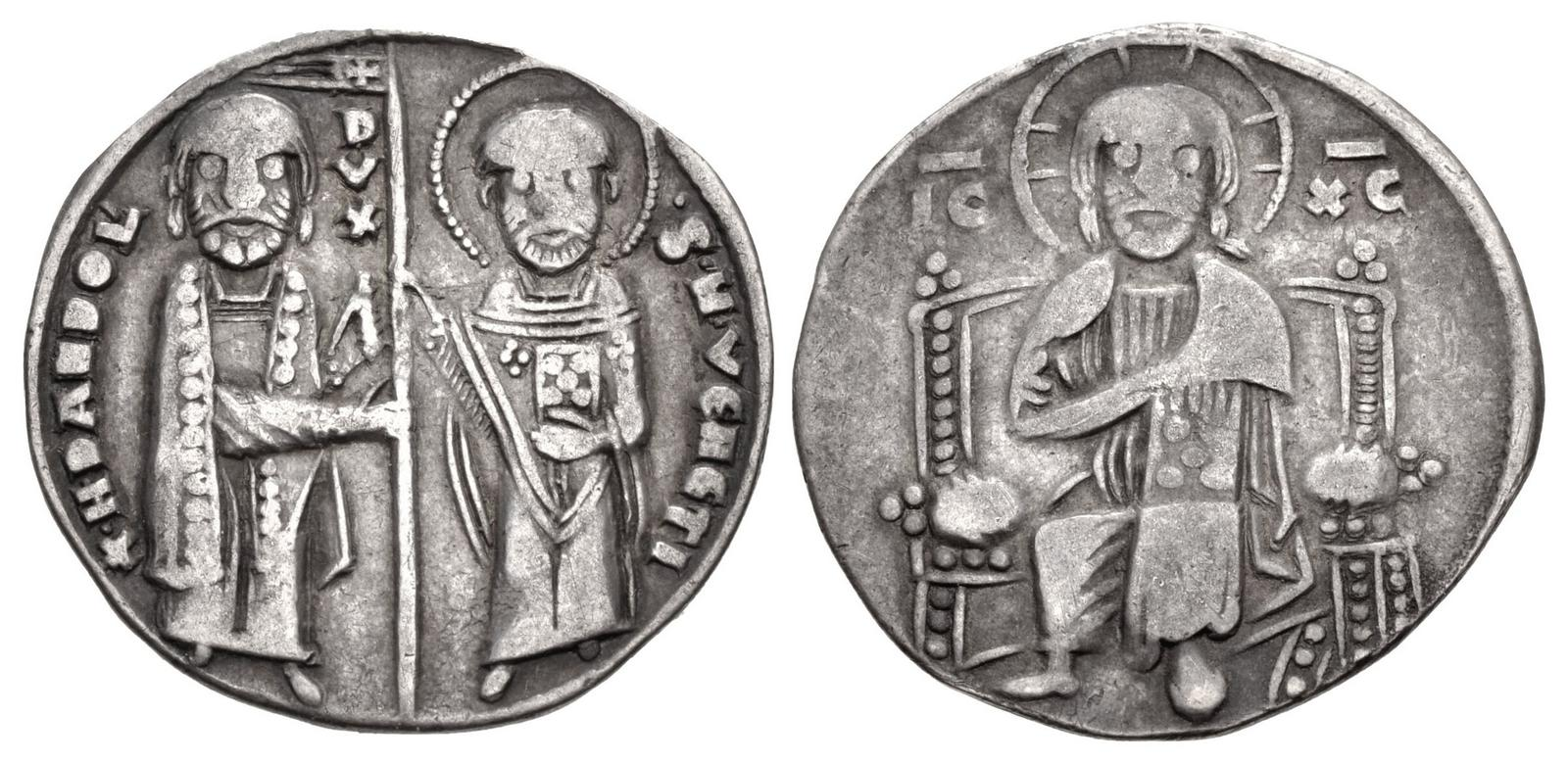
Срібний дукат (гроссо) Енріко Дандоло (1193—1205)

- Перший дукат (дукале) випустили на Сицилії в 1140 році. На монеті був зображений Христос, а легенда мовила SIT TIBI CHRISTE DATUS, QUEM TU REGIS ISTE DUCATUS («Тобі, Христе, присвячується це герцогство, яким ти правиш»). Від останнього слова легенди походить побутова назва монети — дукат (дукале).

Дукале мали опуклу форму (скифат), подібно до тогочасних візантійських монет. Свою назву отримали через дарований папою Інокентієм II титул герцога (італ. duca) Апулії синові сицилійського короля Рожера II, Рожеру III Апулійському, який зображений поруч із батьком на монеті. Куфічний напис на реверсі монети містив інформацію про рік і місце випуску
- У 1202 у Венеції почали карбувати срібний дукат — гроссо із зображенням на аверсі Христа на троні, на реверсі — дож, який приймає з рук святого Марка стяг.

На початку ХІІІ ст. нові золоті монети почали карбувати в Генуї (дженовіно) та Флоренції (флорин).
- У 1284 році у Венеції була випущена золотий дукат (цехін), монета, що копіювала за вагою флорентійський флорин, але мала оригінальний зовнішній вигляд.

На аверсі венеційського золотого дуката був зображений Христос в мандорлі (від італ. mandorla — міндалина, в християнському мистецтві — овальный німб, що окреслює фігуру Христа), на реверсі — дож, який стоїть на колінах і приймає з рук святого Марка стяг Венеції. Кругова легенда повторювала легенду на срібному дукаті: SIT TIBI CHRISTE DATUS, QUEM TU REGIS ISTE DUCATUS. Дукат важив 3,5 г і карбувався з майже чистого золота (986-а проба). Вага та якість дуката зберігались незмінними протягом більш як 700 років.

## Розповсюдження дуката
У Венеції дукат карбували до падіння Республіки в 1797 році. Завдяки стабільній вазі та якості монети, вона зазнала широкого розповсюдження. Дукат випускали ледве не всі європейські держави.
В Італії, окрім Венеції, дукат карбували в Римі, Генуї, Мілані.
Дукат випускали в Священній Римській імперії германської нації, Нідерландах, Речі Посполитій, Іспанії (для своїх володінь, включаючи Фландрію, Королівство Обох Сицилій і Америку), Данії, Швеції, Франції (для своїх італійських володінь), Шотландії (перше карбування в 1539 році; випускали також монети третина дуката та дві третини дуката), Швейцарії і Ліхтенштейні, Росії, пізніше — в Румунії, Сербії, Югославії, Чехословаччині, на сході — в Константинополі.
З часом дукат витіснив флорин як еталонна золота монета Європи.
Відомо три основні типи дуката:
- угорський (чеканився з 1325 року) — на монеті був зображений Святий Ласло;
- німецький (вперше випущений в Імперії в 1511 році, в 1559 році прийнятий за основну золоту монету Імперії) — із зображенням правителя;
- нідерландський (перший випуск — 1487 рік) — з 1586 року, коли дукат став основною золотою монетою Об'єднаних провінцій, на ній стали зображати воїна, який стоїть тримаючи пучок стріл в руці.

Випускали монети від 1/32 дуката до крупних монет в 100 дукатів.
Монету в 1/32 дуката в XVIII столітті випускали Нюрнберг і Регенсбург — це так званий «чечевичний дукат» вагою 0,1 г.

### На українських землях
На українських землях найбільш поширеними були дукати чеського, угорського, а згодом — голландського карбування. В актових документах дукати згадуються під назвами «цехіни», «червоні золоті», «угорські золоті», «злоті в золоті» та ін. Упродовж 14–18 ст. дукат був основною золотою монетою в Україні. Їхній курс приблизно вдвічі перевищував курс талера, в середині 17 ст. становив близько 6 польських злотих (180 грошів). Інколи поняття «дукат» використовувалося для позначення вагової одиниці золотих виробів.

## Дукат в Польщі і Речі Посполитій
У Польщі перший дукат випустили в 1320 році, але згодом більш ніж 200 років в обігу були дукати іноземного карбування. У 1528 році король Сигізмунд I Старий знову випустив золотий дукат. З того часу дукати в Польщі, а згодом у Речі Посполитій випускали регулярно.
Останній золотий дукат — копія «нідерландського» — викарбували в Польщі в 1831 році, під час повстання.

## Сучасні дукати

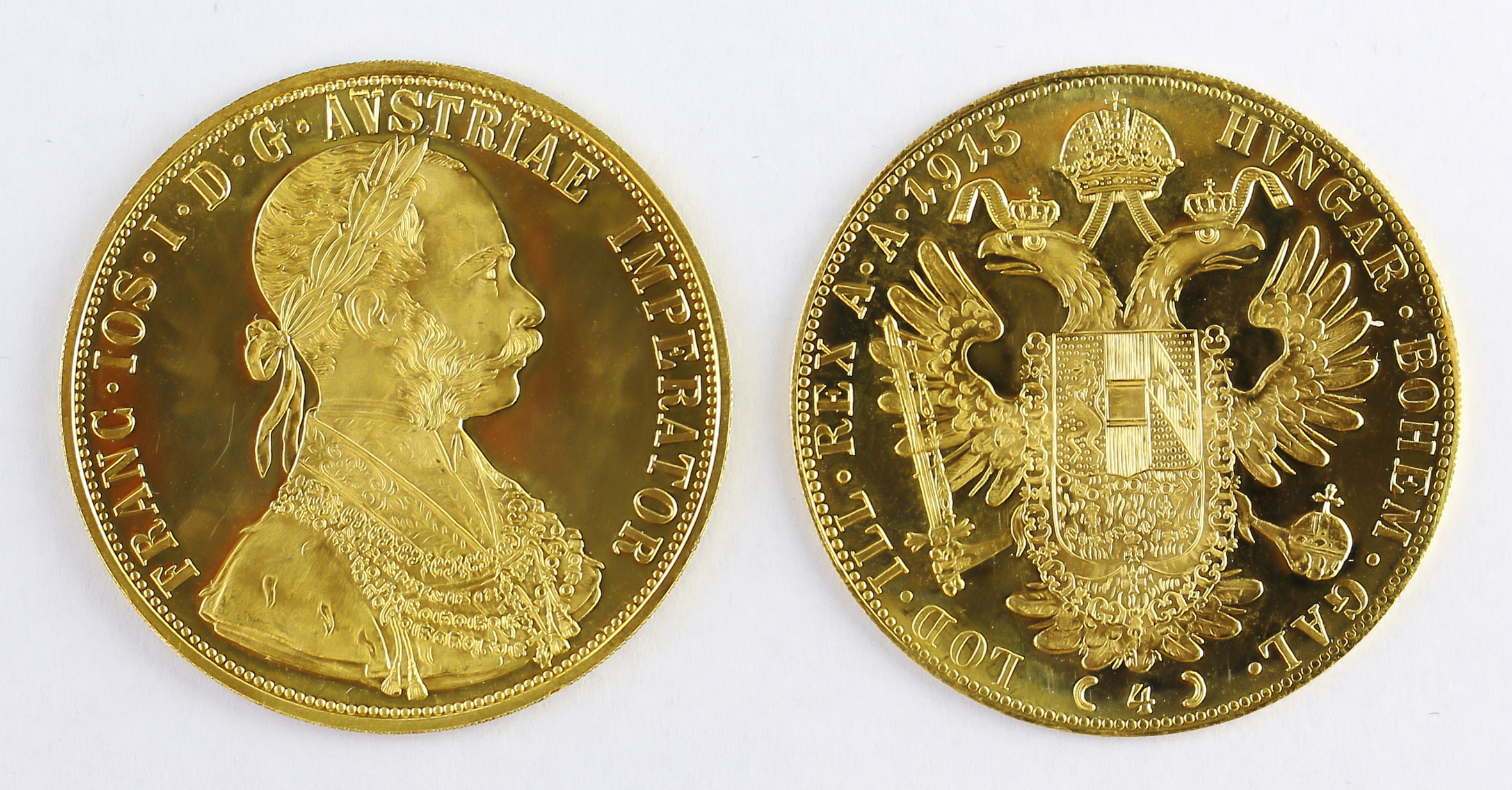
Австрійська монета 4 дуката з датою «1915»

Німецькі держави випускали дукати аж до створення Німецької імперії (1871).
Австро-Угорщина карбувала дукат аж до 1914 року. У 1920—1936 роках Австрія карбувала золоті монети 1 і 4 дуката з датою «1915». Після Другої світової війни згідно з федеральним законом від січня 1951 року й червня 1964 року Австрія відновила випуск золотих монет цінністю в 1 і 4 дуката з датою «1915».
У 1923—1939 і 1978—1982 роках золоті монети в 1, 2, 5 і 10 дукатів карбувала Чехословаччина на монетному дворі в Кремниці.
У наш час випуск золотих дукатів продовжують Австрія і Нідерланди.

## Дукат у Російській імперії
З XV століття угорські дукати широко використовувались в обігу в Московському князівстві. У результаті словом «угорський» почали називати будь-яку золоту монету з вагою дуката, навіть якщо її карбували в Росії. У 1701 році Петро I випустив аналог дуката — червінець.
Цікаво, що в Росії в 1768–1868 роках у великій кількості випускали імітацію нідерландському (утрехтському) дукату. Ця монета не є фальшивою, бо цілком копіювала нідерландський дукат по вмісту та якості золота. Коли в Нідерландах тимчасово призупинили карбування дуката (в 1849—1872 роках), російський «дукат» стали випускати з останньою легальною датою — 1849.
В офіційному діловодстві в Санкт-Петербурзі російський дукат називали «відомою монетою», «червонною» монетою («червонцем»), «золотим». Дукат використовували не лише в міжнародній торгівлі, але і в обігу всередині держави. Курс дуката в 1840 році був визначений в 2 рублі 93 і 1/3 копійки сріблом.
У російському обігу дукат називали «лобанчик», «арапчик», «пучковий». Перша назва була пов'язана з тим, що на аверсі воїн нагадував «залобаненого» (з «забритим» лобом) рекрута, друга — тим, що воїн виглядав «арапом», трета назва пов'язана з пучком стріл в руці воїна.
У результаті міжнародного інциденту в 1868 році карбування «нідерландського» дуката в Росії зупинили.